# Grotte del Valle

La grotte del Valle, connue aussi sous le nom de La Viejarrona (vieille fille) est une grotte située  dans la commune de cantabriane de Rasines en Espagne,.
La grotte est la source de la rivière Silencio, un affluent du Rio Ruahermosa, qui est à son tour un affluent de la rivière Asón. Remarquable pour son importance préhistorique, mais surtout pour son importance spéléologique car elle est reconnue comme l'une des plus longues cavités du monde. Le site est très populaire parmi les spéléologues, qui ont exploré un total de plus de 60 km jusqu'à présent.

## Historique
Bien que situé dans la célèbre région franco-cantabrique, la découverte de peintures rupestres préhistoriques n'a jamais été signalée. 
En 1905, un prêtre nommé Lorenzo Sierra a découvert les premiers objets, outils et artefacts qui témoignent d'une occupation humaine il y a 9 000 ans. On y trouve des harpons et des grattoirs aziliens, des pointes de lance du Magdalénien supérieur et d'autres outils en os. Les outils en pierre comprennent des ciseaux et divers types de grattoirs. 

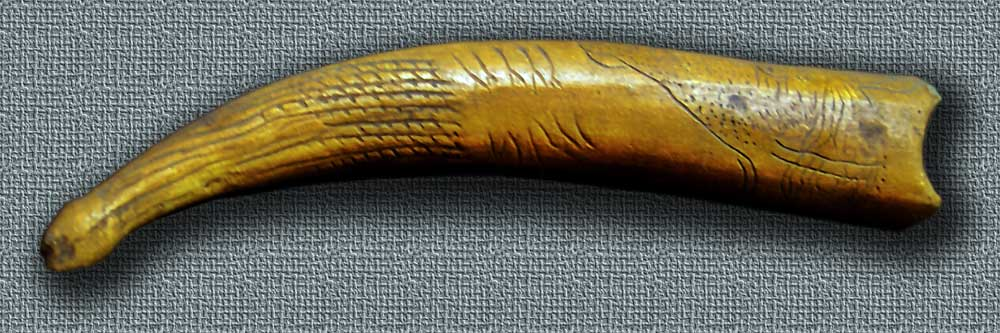
Bâton percé de la grotte del Valle.

Les dernières fouilles ont été réalisées de 1996 à 1998. Un bâton percé et décoré d'intérêt archéologique a été trouvé sur ce site, mais il est aujourd'hui perdu. Cependant, le Musée archéologique national de Madrid conserve une copie et il existe un autre bâton percé, conservé au Museo de Prehistoria y Arqueología de Cantabria (es), bien que de moindre importance que le spécimen perdu car il n'est pas décoré

## Spéléologie
La grotte de la vallée est reconnue comme l'une des plus longues grottes explorées au monde avec plus de 64,37 km à ce jour. Le site est, en plus des spéléologues professionnels, également bien connu parmi les spéléologues sportifs et amateurs.